# Obourubní pletenina
Obourubní pletenina (angl.: purl fabric, něm.: Links/Links-Gestrick) je výrobek v základní zátažné vazbě, ve kterém jsou ve volném stavu na lícní i rubní straně převážně viditelná rubní očka. Lícní očka jsou znatelná jen v napnuté pletenině.
Obourubní pletenina je roztažná podélně i příčně, měkká a objemná.

## Druhy a použití obourubních pletenin
| Obourubní zátažné vazby |                                                                                             |                             |
| Druh                    | Vlastnosti                                                                                  | Použití                     |
| hladká                  | řádky lícních a rubních oček se pravidelně střídají                                         | kojenecké a svrchní ošacení |
| vzorová                 | lícní řádek se střídá se vzorovým                                                           | kojenecké a svrchní ošacení |
| příčné vlny             | pletenina se na výšku stáhne do záhybů - vln                                                | kojenecké a svrchní ošacení |
| chytová                 | chytáním oček vzniká plastický vzor                                                         | svrchní ošacení             |
| prolamovaná             | z překřížených oček vznikají prolomeniny                                                    | dámské svrchní ošacení      |
| proužková               | střídání barevných nití                                                                     | svrchní ošacení             |
| intarziová              | pestrobarevné klíny a lomené pruhy                                                          | svrchní ošacení             |
| krytá                   | dvě různobarevné niti v očkách, viditelná je trvale jedna na líci a druhá na rubu pleteniny | svrchní ošacení             |
| žakárová                | plastické vzory z rubních oček na jedné straně pleteniny                                    | svrchní ošacení             |

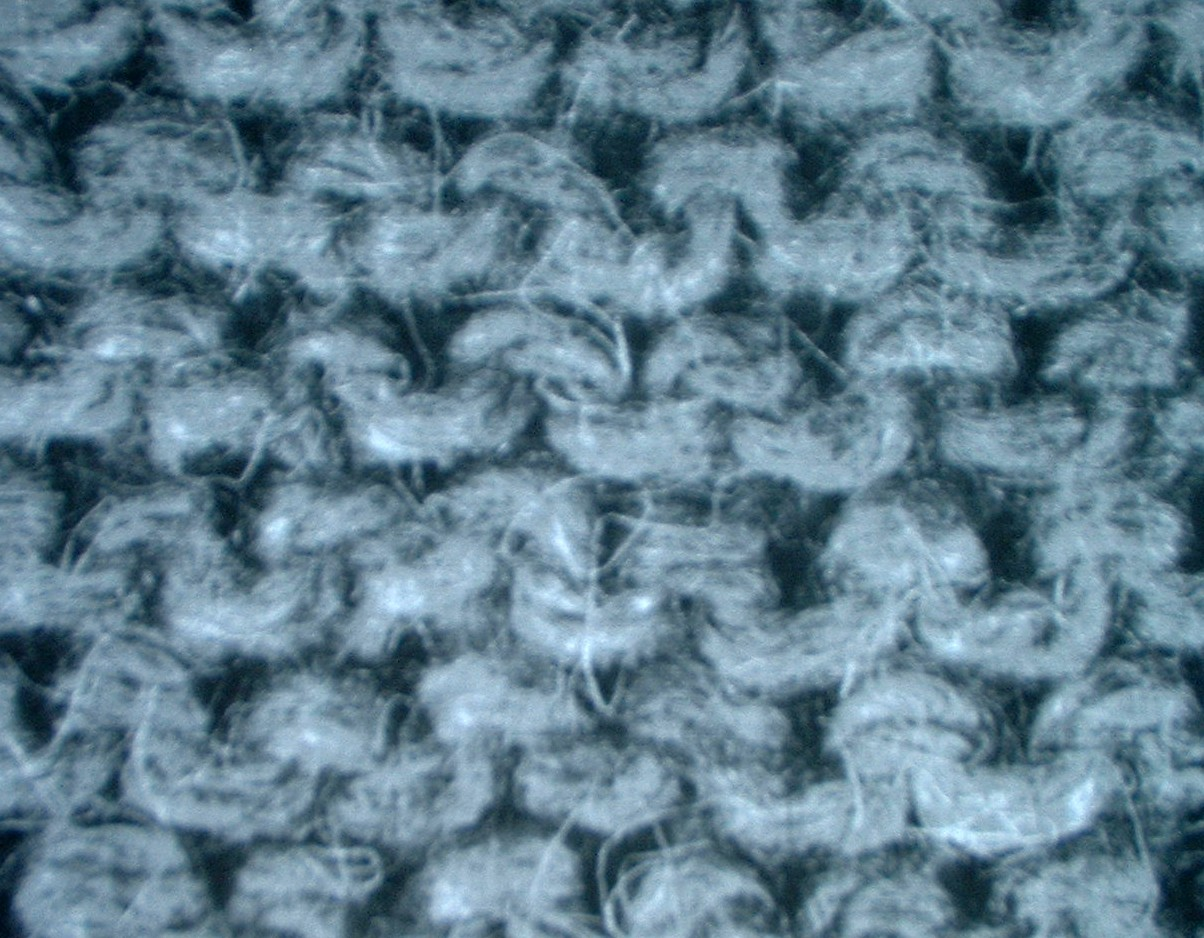
Zátažná pletenina v obourubní hladké vazbě

Prolamované a intarziové vzory se zhotovují jen na plochých strojích.

## Druhy obourubních pletacích strojů

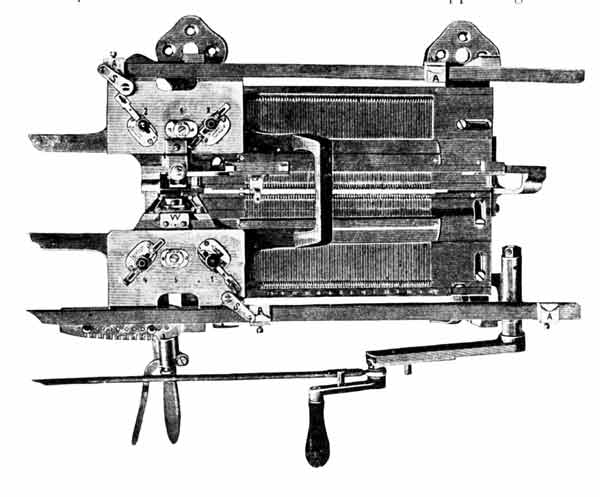
První plochý stroj na obourubní pleteniny (z roku 1900)

Ploché obourubni stroje mají jehelní lůžka uspořádána v jedné rovině tak, že dvojité (oboustranné) jazýčkové jehly tvoří střídavě očka v předním a zadním lůžku.
První provozuschopný obourubní plochý stroj sestrojil v roce 1900 Němec Stoll.
Okrouhlý obourubní stroj pracuje s dvojitými jazýčkovými jehlami uloženými ve dvou válcových lůžkách nad sebou nebo v kombinaci válce a talíře. Jehelní lůžka se otáčejí synchronně, jehly s nití se přesunují z jednoho lůžka do druhého s pomocí nárazníků řízených pevně stojícími zámky. 
První dvouválcový stroj (model XL) si dali patentovat v roce 1900 Angličani Stretton a Johnson. V roce 1912 přišla pak varianta s otočným válcem, na které se nechaly vzorovat žakáry, obourubní vazby, výšivky a froté.
Osnovní pletací stroje s obložením speciálními trubičkovými kladecími jehlami k výrobě obourubních pletenin se vyráběly v posledních letech 20. století.  Ve 3. dekádě 21. století není však z dostupných informací o dalším vývoji této techniky nic známo.